# Corsa cristata
Corsa cristata là một loài bướm đêm trong họ Noctuidae.